# Peralta (Navarra)
Peralta (em basco Azkoien) é um município da Espanha na província e comunidade foral (autónoma) de Navarra. Tem 88,57 km² de área e em 2021 tinha 5 965 habitantes (densidade: 67,3 hab./km²).

## Demografia
| Variação demográfica do município entre 1991 e 2004 | Variação demográfica do município entre 1991 e 2004 | Variação demográfica do município entre 1991 e 2004 | Variação demográfica do município entre 1991 e 2004 |
| --------------------------------------------------- | --------------------------------------------------- | --------------------------------------------------- | --------------------------------------------------- |
| 1991                                                | 1996                                                | 2001                                                | 2004                                                |
| 4602                                                | 4668                                                | 5368                                                | 5681                                                |